# Майло Гой
Майло Гой (італ. Milo Goj; 1964, Мілан) — італійський мистецтвознавець, телеведучий і професор університету.
Міло Гой - італійський мистецтвознавець та професор університету. Він також є колумністом газет “Il Giornale” та “Affari Italiani”, а також професором соціології в галузі комунікації в Болонському університеті. Міло є “професором Академії образотворчого мистецтва Acme”.